# Cônjuge do Vice-presidente da Colômbia
Cônjuge ou parceiro do Vice-presidente da Colômbia é o título oficioso atribuído à mulher do Vice-Presidente da Colômbia, ou a quem com ele viva em união de facto. Teoricamente, a sua função é acompanhar o Vice-Presidente em actos e cerimónias de Estado ou outros eventos institucionais, mas muitas delas continuam a exercer as suas profissões antes da chegada do marido como Vice-Chefe de Estado. O cônjuge do Vice-Presidente vive habitualmente com o Vice-Presidente na Casa Vice-Presidencial, a residência oficial do Vice-Presidente desde 1999. Como se trata de um cargo menor, os cônjuges dos vice-presidentes são geralmente cidadãos privados durante o período em que o seu cônjuge é vice-presidente.

## Lista do cônjuges do Vice-Presidente da Colômbia
| Cônjuge do Vice-presidente da Colômbia | Cônjuge do Vice-presidente da Colômbia | Cônjuge do Vice-presidente da Colômbia | Período na Casa Vice-Presidencial | Período na Casa Vice-Presidencial | Vice-presidente         | Período como Primeira-dama |
| -------------------------------------- | -------------------------------------- | -------------------------------------- | --------------------------------- | --------------------------------- | ----------------------- | -------------------------- |
| 1                                      | Carmen Ospina Lenis                    |                                        | 13 de dezembro de 1887            | 8 de fevereiro de 1888            | Eliseo Payán            |                            |
| 2                                      | Ana de Narváez Guerra                  |                                        | 7 de agosto de 1892               | 18 de setembro de 1894            | Miguel Antonio Caro     | 1894 – 1898                |
| 3                                      | Matilde Osorio Ricaurte                |                                        | 7 de agosto de 1898               | 31 de julho de 1900               | José Manuel Marroquín   | 1900 - 1904                |
| 4                                      | Antonia Ferrero Atalaya                |                                        | 7 de agosto de 1904               | 10 de março de 1905               | Ramón González Valencia | 1909 – 1910                |
| 5                                      | Rosalba Restrepo                       |                                        | 7 de agosto de 1994               | 10 de setembro de 1996            | Humberto de La Calle    |                            |
| 6                                      | Marta Blanco de Lemos                  |                                        | 19 de setembro de 1996            | 7 de agosto de 1998               | Carlos Lemos Simmonds   |                            |
| 7                                      | María Mercedes de la Espriella         |                                        | 7 de agosto de 1998               | 7 de agosto de 2002               | Gustavo Bell            |                            |
| 8                                      | María Victoria García                  |                                        | 7 de agosto de 2002               | 7 de agosto de 2010               | Francisco Santos        |                            |
| 9                                      | Monserrat Muñoz de Garzón              |                                        | 7 de agosto de 2010               | 7 de agosto de 2014               | Angelino Garzón         |                            |
| 10                                     | Luz María Zapata                       |                                        | 7 de agosto de 2014               | 21 de março de 2017               | Germán Vargas Lleras    |                            |
| 11                                     | Claudia Luque                          |                                        | 29 de março de 2017               | 7 de agosto de 2018               | Óscar Naranjo           |                            |
| 12                                     | Álvaro Rincón                          |                                        | 7 de agosto de 2018               | 7 de agosto de 2022               | Marta Lucía Ramírez     |                            |
| 13                                     | Yerney Pinillo                         |                                        | 7 de agosto de 2022               | em exercício                      | Francia Márquez         |                            |